# Tituly a vyznamenání Husajna I.

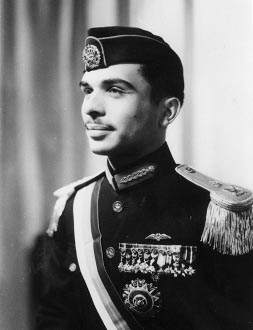
Husajn I. v uniformě s vyznamenáními

Husajn I. během svého života obdržel řadu národních i zahraničních titulů a vyznamenání. V době své vlády od 11. srpna 1952 do 7. února 1999 byl nejvyšším představitelem jordánských řádů.

## Tituly
- 14. listopadu 1935 – 20. července 1951: Jeho královská Výsost princ Husajn Jordánský
- 20. července 1951 – 11. srpna 1952: Jeho královská Výsost korunní princ jordánský
- 11. srpna 1952 – 7. února 1999: Jeho Veličenstvo král hášimovského jordánského království

## Vyznamenání

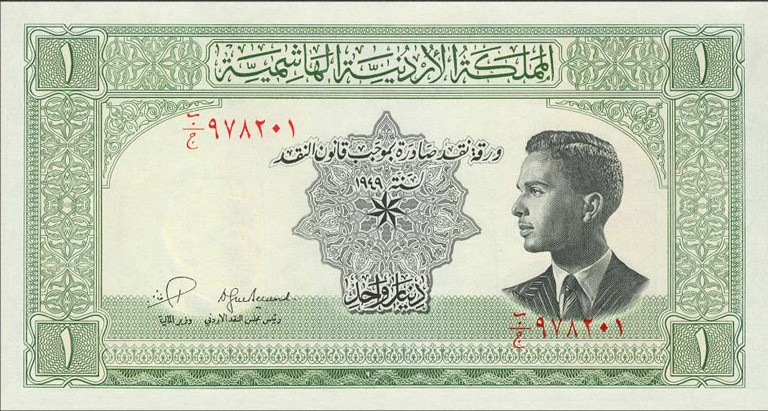
Bankovka s portrétem Husajna I.

### Jordánská vyznamenání
Během své vlády od 11. srpna 1952  do 7. února 1999 byl nejvyšším představitelem jordánských řádů.
- Řád al-Husajna bin Alího[1]
- Nejvyšší řád renesance[1]
- Řád jordánské hvězdy[1]
- Řád nezávislosti[1]

### Zahraniční vyznamenání

Erb Husajna I. jakožto rytíře Řádu zlatého rouna

- Bahrajn
  -  řetěz Řádu al-Chalífy – 1976
- Belgie
  -  velkostuha Řádu Leopolda – 1964
- Brunej
  -  Královský rodinný řád koruny Bruneje – 1984
- Egypt
  -  velkostuha Řádu Nilu – 1955
- Etiopské císařství
  -  rytíř Řádu Šalomounova – 1960
- Filipíny
  -  řetěz Řádu Sikatuna – 1. března 1976[2]
- Finsko
  -  velkokříž s řetězem Řádu bílé růže – 1987[3]
- Francie
  -  velkokříže Řádu čestné legie – 1967
- Guinea
  -  řetěz Národního řádu za zásluhy – 1960
- Irák
  -  řetěz Řádu Hášimovců – 1953
  -  Řád dvou řek – 1953
- Írán
  -  řetěz Řádu Pahlaví – 1959
  -  Pamětní medaile 2500. výročí Perské říše – 14. října 1971
- Itálie
  -  velkokříž s řetězem Řádu zásluh o Italskou republiku – 26. listopadu 1983[4]
- Japonsko
  -  velkokříž Řádu chryzantémy – 10. března 1976
- Jugoslávie
  -  velkohvězda Řádu jugoslávské hvězdy – 1979
- Katar
  - Řetěz nezávislosti – 1978
- Kuvajt
  -  řetěz Řádu Mubáraka Velikého – 1974
- Libanon
  -  speciální třída Řádu za zásluhy – 1960
- Libye
  -  řetěz Řádu Idrise I. – 1960
- Malajsie
  -  Řád říšské koruny – 24. dubna 1965[5]
- Maroko
  - Řád Muhammada – 1960
- Německo
  -  velkokříž speciální třídy Záslužného řádu Spolkové republiky Německo – 1967
- Nizozemsko
  -  velkokříž Řádu nizozemského lva – 1964
- Norsko
  -  velkokříž s řetězem Řádu svatého Olafa – 1964
- Portugalsko
  -  velkokříž Řádu věže a meče – 1964
- Rakousko
  -  velkohvězda Čestného odznaku Za zásluhy o Rakouskou republiku – 1976[6]
- Řecko
  -  velkokříž Řádu Spasitele – 1960
- Saúdská Arábie
  - Řetěz Badru – 1960
  -  řetěz Řádu krále Abd al-Azíze – 1960
- Spojené království
  -  čestný rytíř velkokříže Královského Viktoriina řádu – 2. dubna 1953[7][8]
  -  Královský Viktoriin řetěz – 1966
  -  čestný rytíř velkokříže Řádu lázně – 26. března 1984[7][8]
  -  Nejctihodnější řád sv. Jana Jeruzalémského – 1955
- Sýrie
  -  Řád Umajjovců – 1955
- Španělsko
  -  velkokříž Vojenského záslužného kříže s bílým odznakem – 3. července 1955 – udělil Francisco Franco[9]
  -  velkokříž s řetězem Řádu Isabely Katolické – 18. března 1977 – udělil španělský král Juan Carlos I.[10]
  -  rytíř Řádu zlatého rouna – 22. března 1985 – udělil španělský král Juan Carlos I.[11]
- Švédsko
  -  rytíř Řádu Serafínů  – 15. září 1989
- Tchaj-wan
  -  Řád příznivých oblaků I. třídy – 1959
- Tunisko
  -  řetěz Řádu nezávislosti – 1956
  -  velkostuha Řádu republiky – 1965
- Vatikán
  -  rytíř Řádu zlaté ostruhy – 1964

## Ostatní ocenění
- Cena kněžny asturské za svornost – 15. září 1995[12][13]